# Мишків
Ми́шків — село в Україні, Тернопільська область, Чортківський район, Більче-Золотецька сільська громада. Розташоване на річці Серет, на сході району. Адміністративний центр колишньої сільради. До Мишкова приєднано хутори Верецева, Вільхова, Лука і Турин.
Населення — 530 осіб (2003).

## Історія
Поблизу села виявлено археологічні пам'ятки пізнього палеоліту, трипільської, гава-голіградської, черняхівської й давньоруської культур.
Черняхівський могильник, досліджувався Г.Оссовським. Виявлено 7 поховань, що утворювали дві групи, розділені невеликим яром. Давній могильник розміщений на лівому березі ріки Серет, недалеко від межі сіл Більче-Золоте та Мушкарів. У 1890 році розкопано три поховання, які містилися в кам’яних кругах, відкритий в 1890 році Г.Оссовським. Інший давній могильник розміщений на лівому березі ріки Серет, недалеко від межі сіл Більче-Золоте та Мушкарів. Розкопані поховання в ґрунтових ямах. Відкрито його в 1890 році Г.Оссовським.
Перша писемна згадка — 1495.
У 1889—1892 pp. проводив археологічні розкопки Готфрид Оссовський.
Працювали «Просвіта», «Луг» та інші товариства.

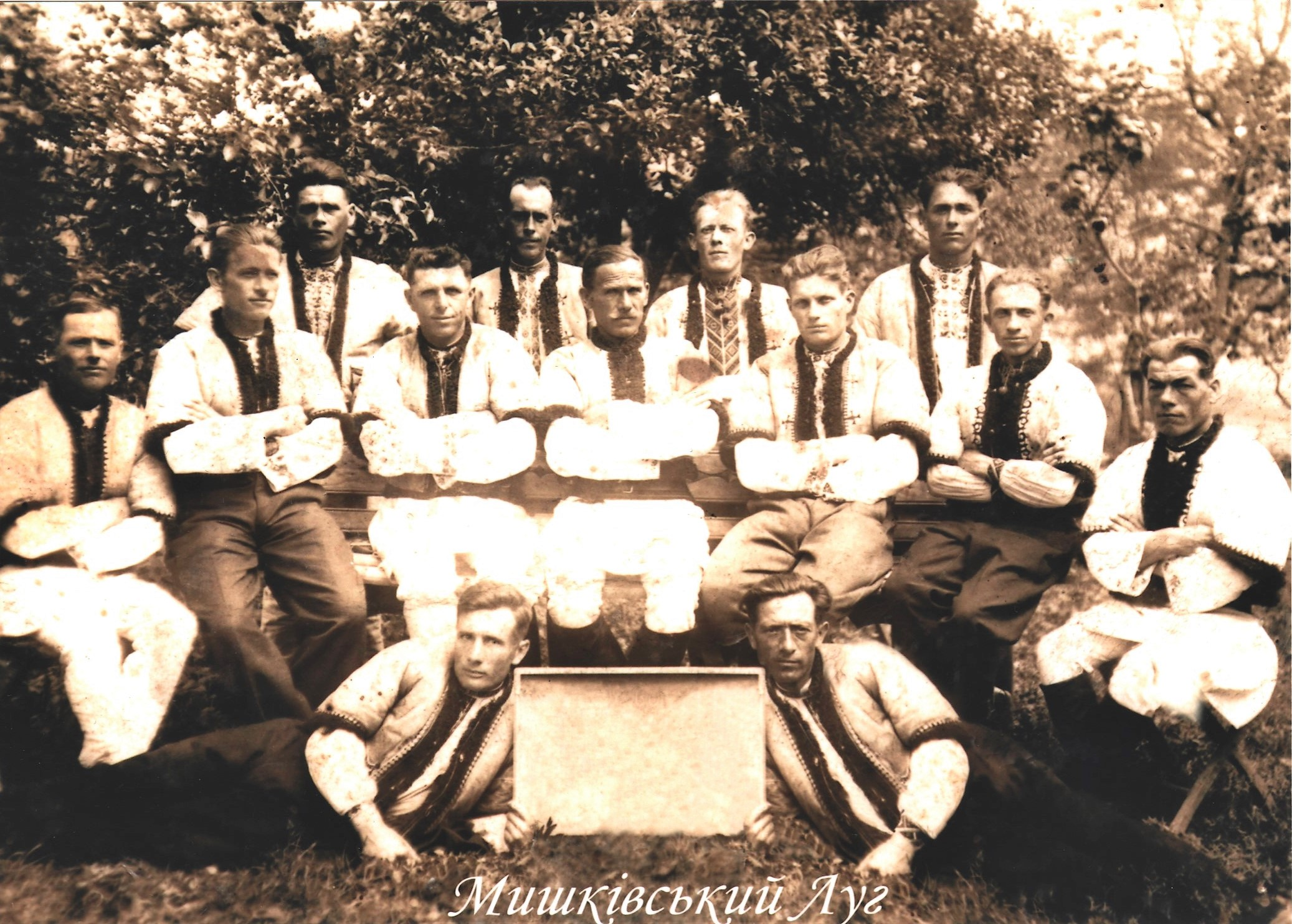
Товариство "Луг" села Мишків 30-х років ХХ століття

На початку жовтня 1922 у Мишкові діяла партизанська група «Дванадцятка» під керівництвом С. Мельничука, І. Цепка та П. Шеремети.
1 лютого 2015 року Нестор, архієпископ Тернопільський, Кременецький і Бучацький, звершив освячення та святкову Божественну літургію у храмі Св. Вмч. Димитрія Солунського села Мишків.
До 19 липня 2020 р. належало до Борщівського району.
З 18 листопада 2020 р. належить до Більче-Золотецької сільської громади.

## Населення

### Мова
Розподіл населення за рідною мовою за даними перепису 2001 року:
| Мова       | Кількість | Відсоток |
| ---------- | --------- | -------- |
| українська | 538       | 99.81%   |
| білоруська | 1         | 0.19%    |
| Усього     | 539       | 100%     |

## Пам'ятки
Є церква святого великомученика Димитрія Солунського (1784, мур.), костьол (1928), капличка (2000).
Споруджено пам'ятник воїнам-односельцям, полеглим у німецько-радянській війні (1970), встановлено пам'ятний хрест на честь скасування панщини, насипано символічну могилу Борцям за волю України (1993), встановлено пам'ятний знак на честь 500-ї річниці населеного пункту (1995).

## Соціальна сфера
Працюють ЗОШ 1-2 ступенів, клуб, Будинок народної творчості, бібліотека, ФАП, 4 торговельні заклади.

## Відомі люди

### Народилися
- Володислав Носковський (1864—1928) — український релігійний та громадський діяч у Галичині, священник УГКЦ.
- Данило Чайковський (1909—1972) — журналіст, діяч ОУН. 31 травня 2007 року в селі відкрито меморіальну дошку на будинку, у якому він народився.
- Бураков Олег Андрійович (1991—2022) — український військовик, учасник російсько-української війни [8]

## Галерея

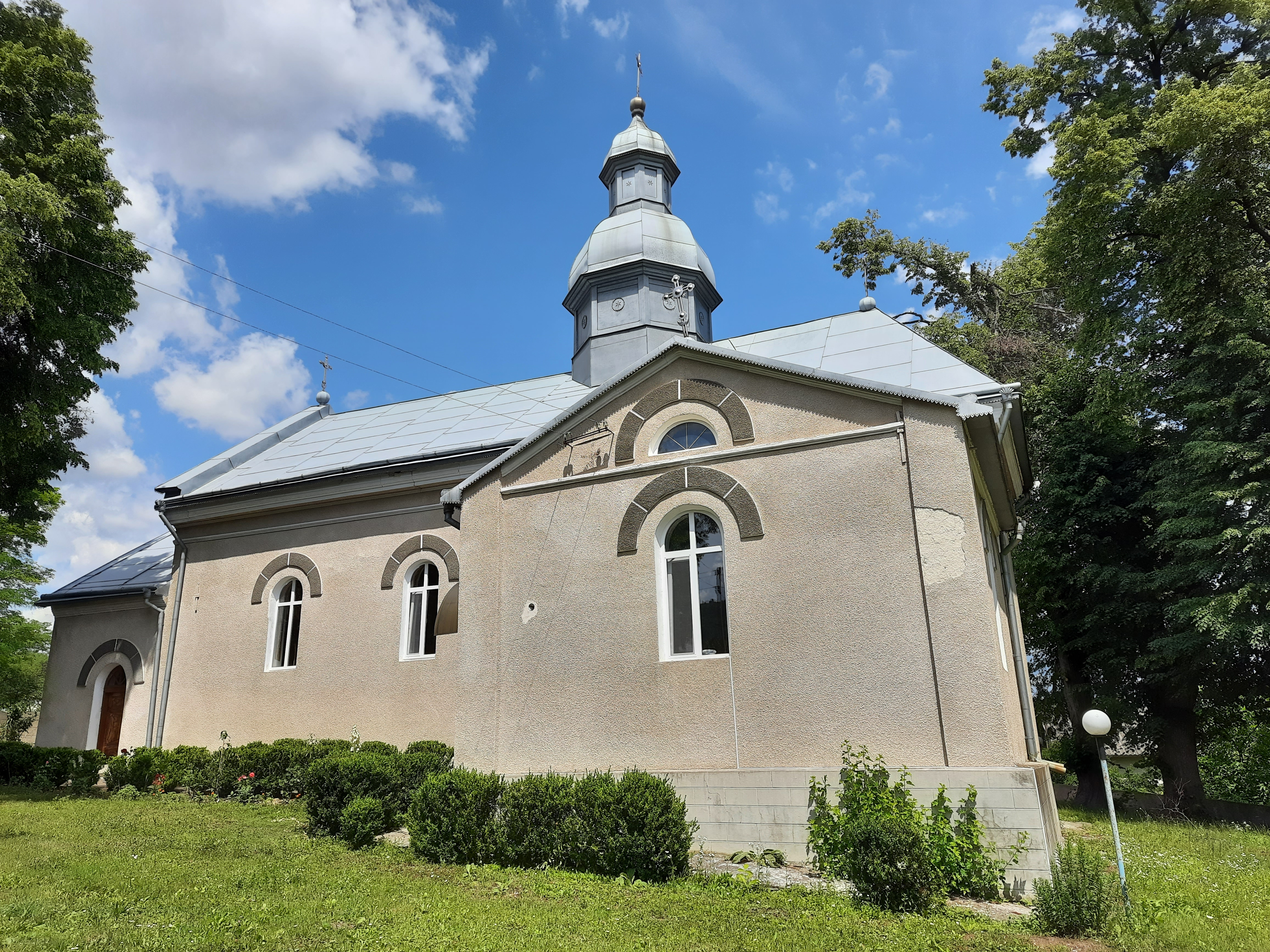
Церква Святого Димитрія (1784р)
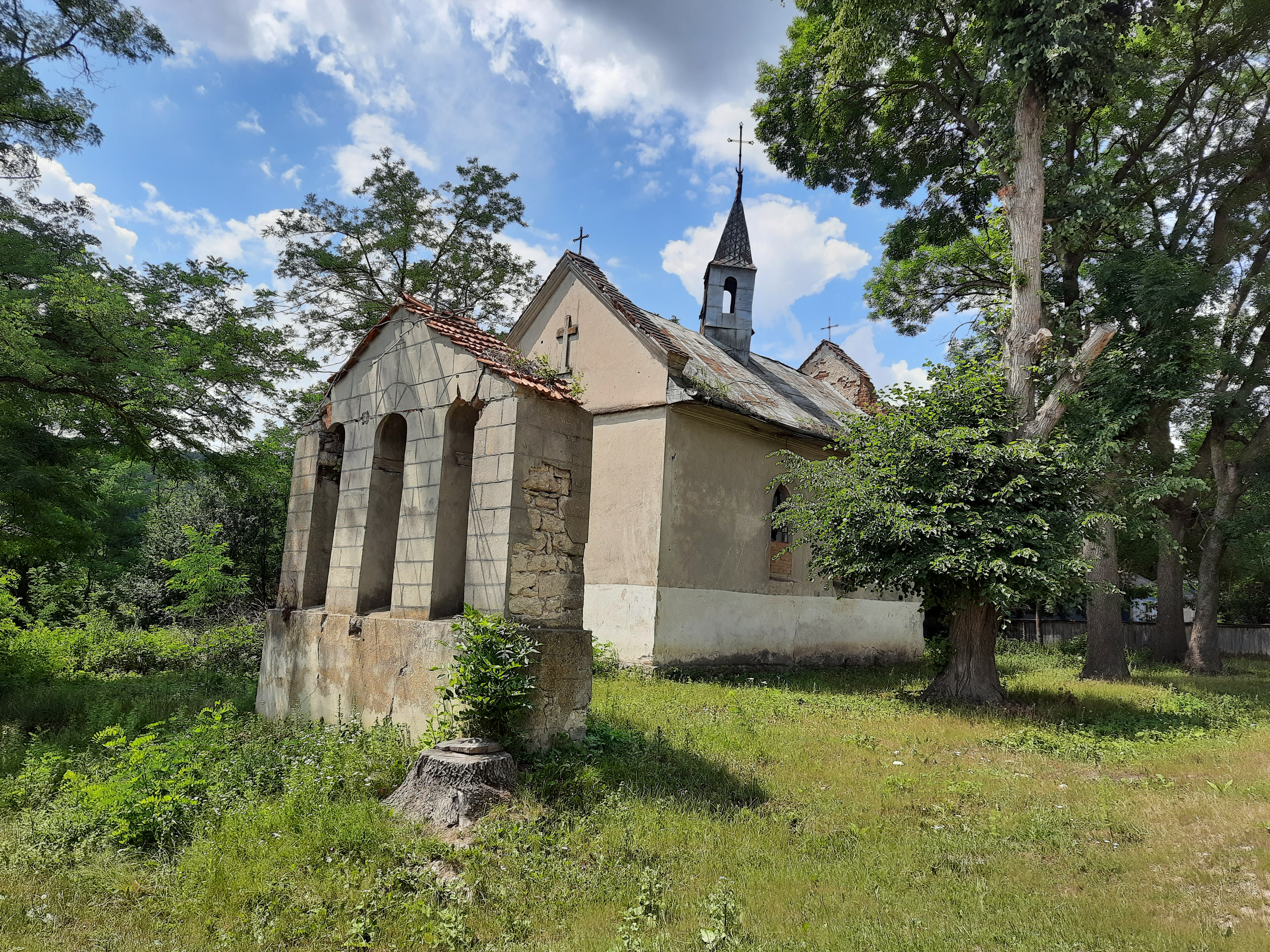
Костел з дзвіницею1928р
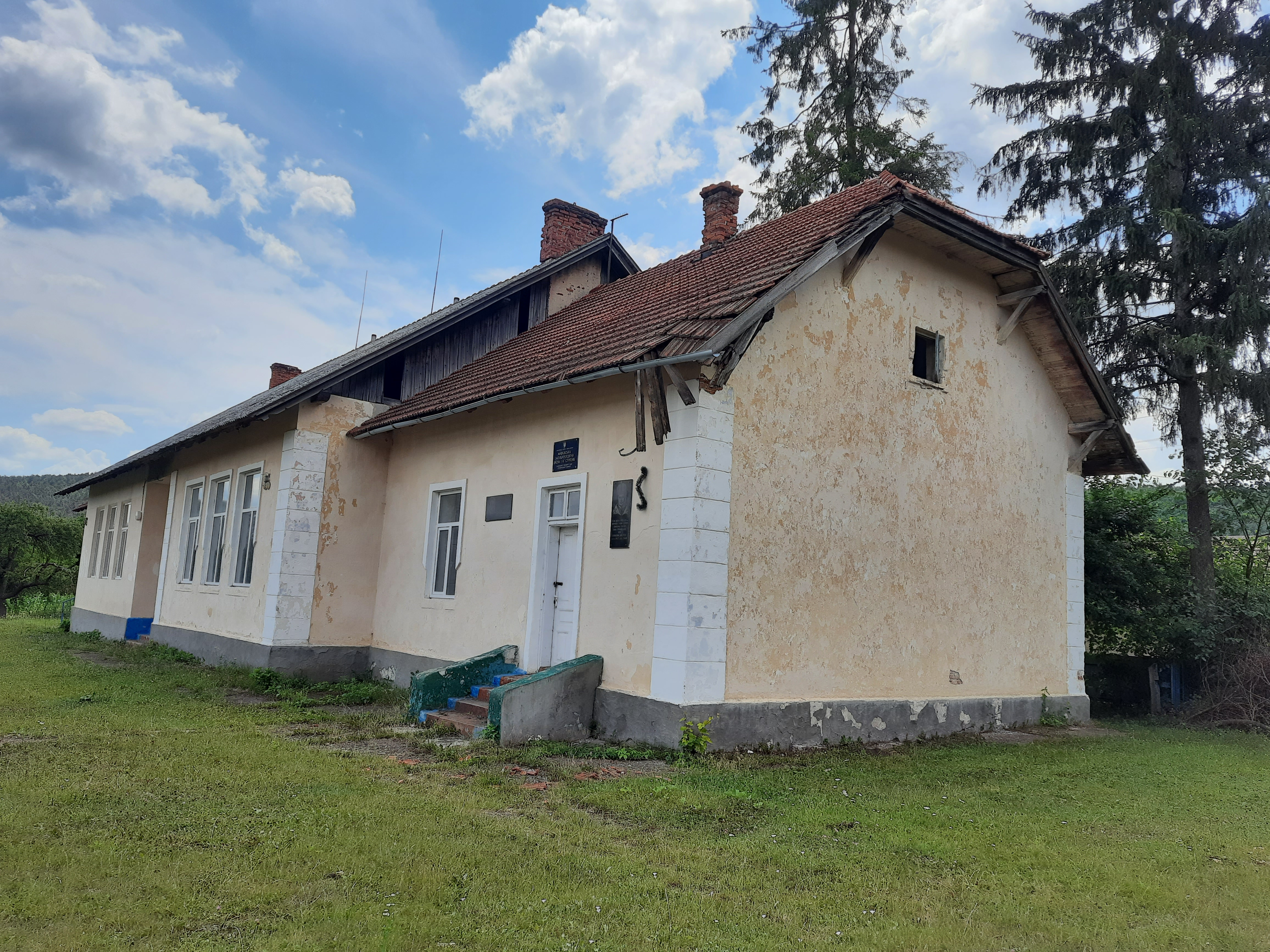
Школа збудована ще за часів Австро-Угорщини
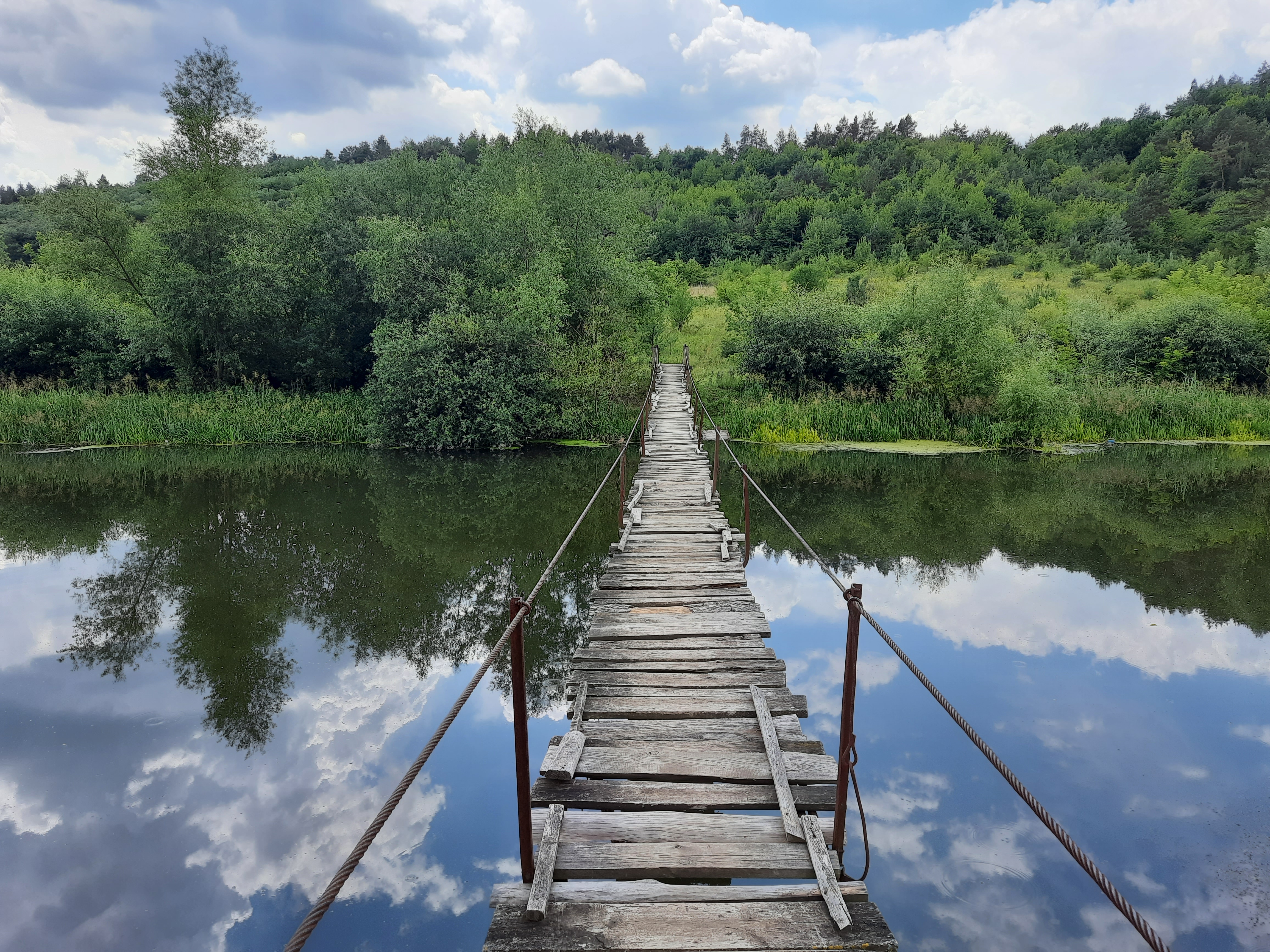
Кладка через Серет
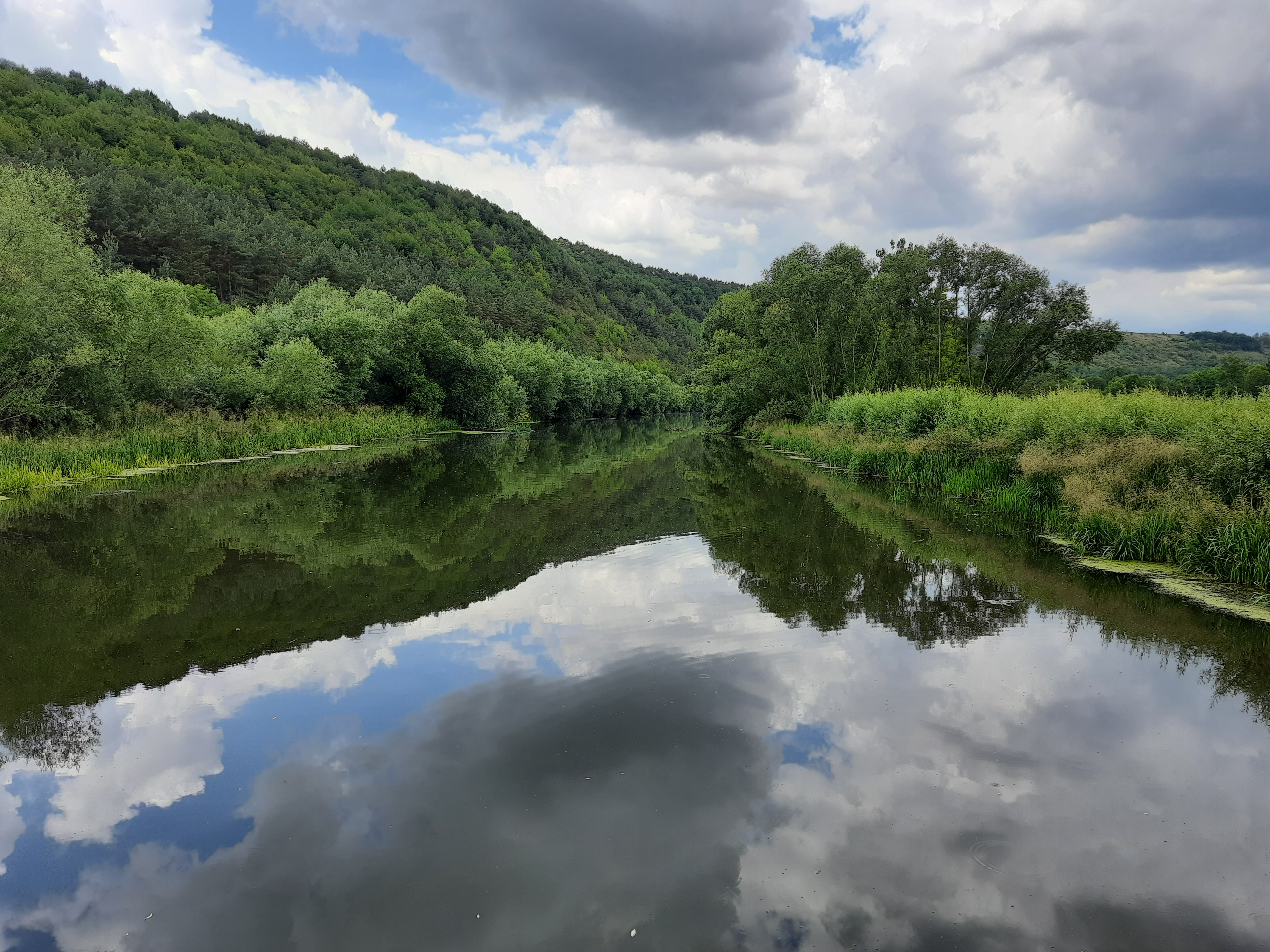
Серет біля села
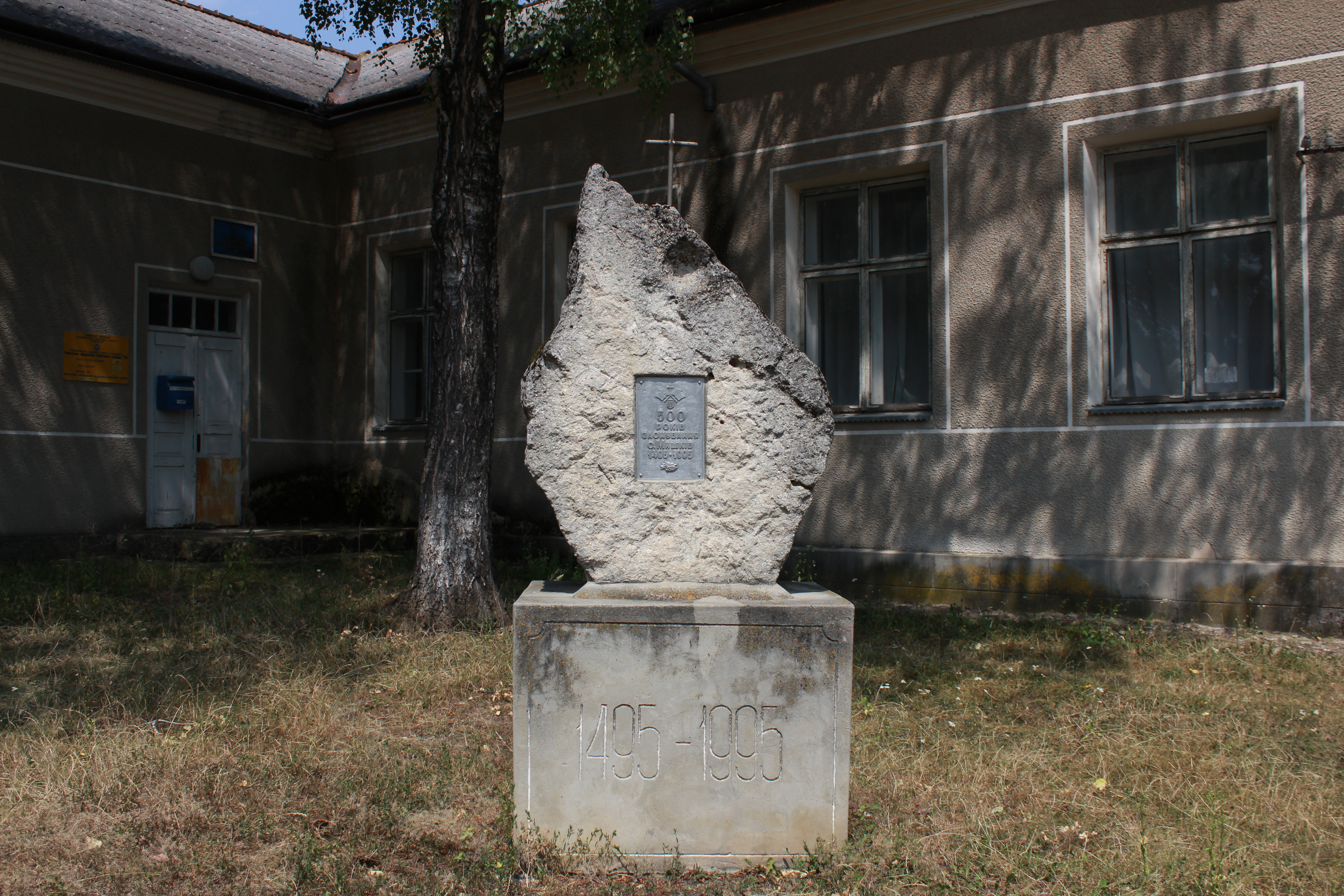
Пам'ятний знак на честь 500-річчя Мишкова